# Stahlbau Lavis
Stahlbau Lavis wurde von Michael Lavis (1842–1906) im Jahre 1897 als Kesselschmiede gegründet und produzierte ab 1907 bis Mitte der 1990er Jahre am Standort Offenbach am Main Stahlbauteile für den Hoch-, Brücken- und Industriebau.

## Unternehmensgeschichte 1897–1945
Der Kesselschmied und Stahlbauer Michael Lavis gründete 1897 eine Kesselschmiede, welche im folgenden Jahrzehnt derart expandierte, dass ab dem Jahr 1907 auf einem 7,5 ha großen Gelände am heutigen Odenwaldring in Offenbach am Main produziert wurde. Das neue Unternehmen wurde nach dem Unternehmensgründer Stahlbau Lavis benannt, welcher ein Jahr zuvor verstorben war. Die Fabrik bestand aus Produktionshallen, Lagerhallen, Verwaltungs- und Sozialgebäuden, von welchen heute nichts mehr erhalten ist. Das Unternehmen entwickelte sich bis Mitte der 1920er Jahre zu einem Bedeutenden im Bereich des Hoch- und Brückenbaus. Zahlreiche Beispiele belegen die Marktstellung des Unternehmens aus dieser Zeit. So wurde 1913 die Deutschherrnbrücke in Frankfurt am Main und 1934 die Offenbach-Fechenheimer Mainbrücke in Offenbach am Main (später ersetzt durch die Carl-Ulrich-Brücke) maßgeblich durch das Unternehmen Lavis errichtet.

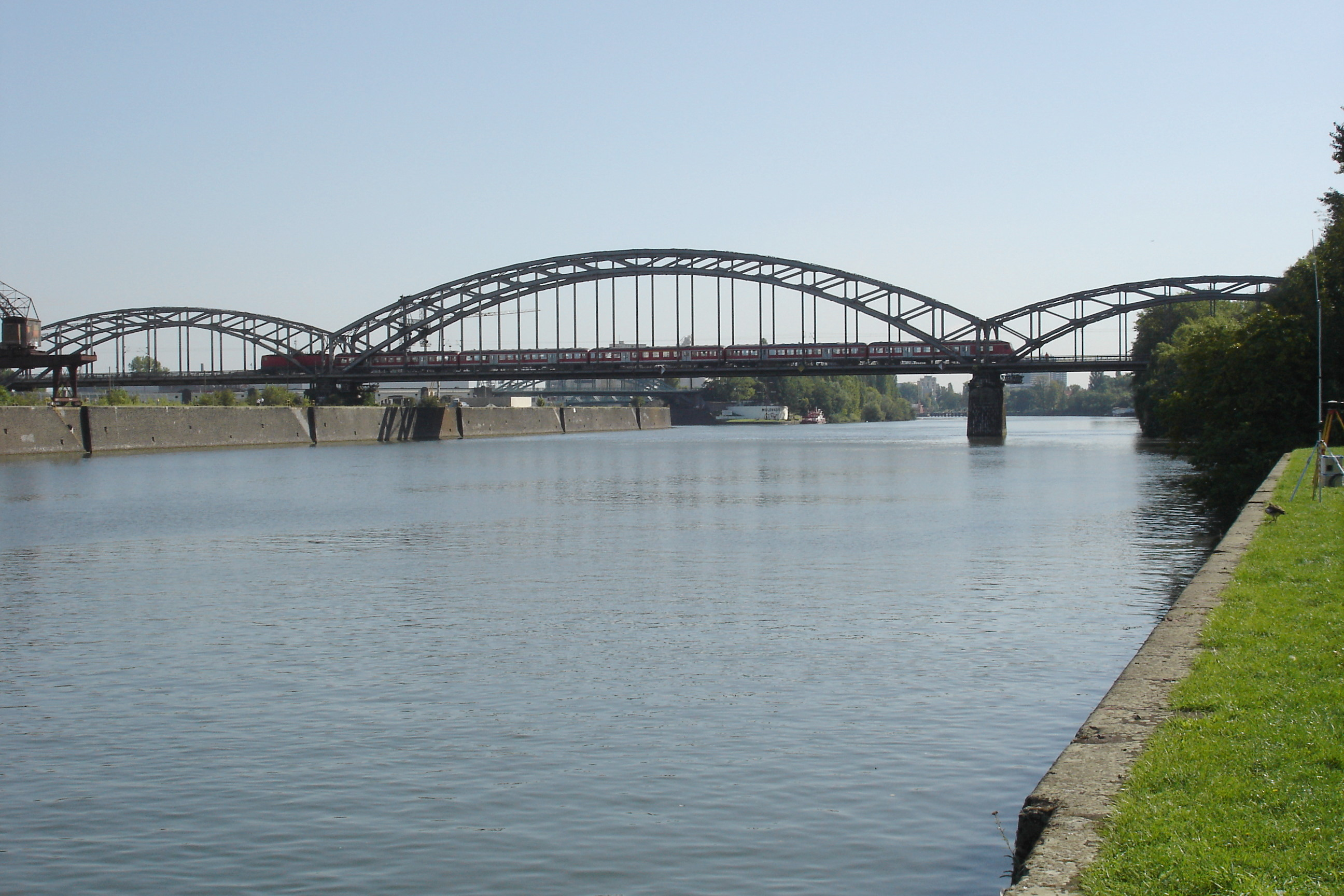
Gesamtansicht der Stahlkonstruktion von Stahlbau Lavis

Das Unternehmen hatte über die Industriebahn Anschluss an die Bahnstrecke Hanau–Frankfurt.

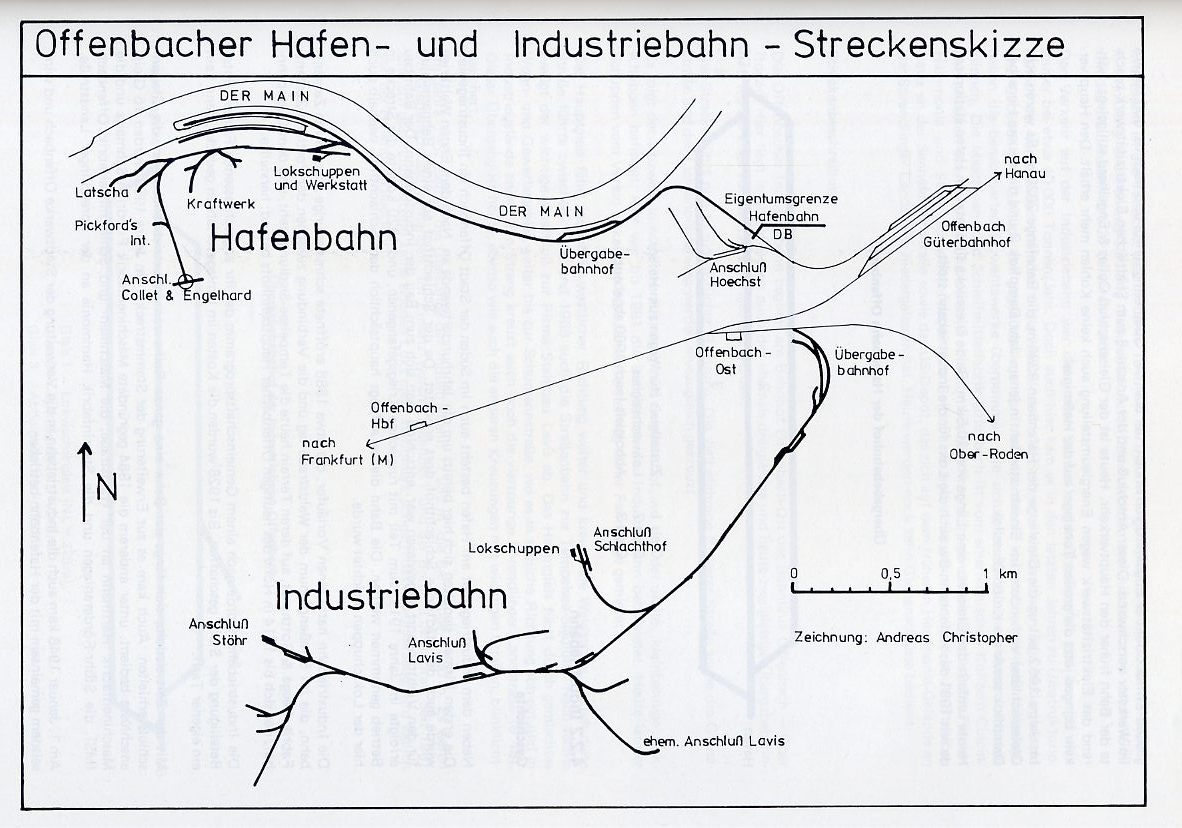
Plan Hafenbahn Offenbach

## Unternehmensgeschichte ab 1946
Nach dem Zweiten Weltkrieg wurden in Deutschland die kriegszerstörten Brücken wieder aufgebaut und Neue errichtet. Lavis war an dieser Aufbautätigkeit in großem Umfang beteiligt, obwohl das Unternehmen Reparationsleistungen an die alliierten Siegermächte abführen musste. So wurden beispielsweise Stahlkonstruktion der Hanau-Steinheimer Mainbrücke durch Lavis gebaut. Stahlbau Lavis produzierte große Investitionsgüter aus Stahl wie z. B. Rohrleitungen, Behälter und Kräne für Kunden im In- und Ausland. In den 1970er Jahren konzentrierte sich das Unternehmen auf den Stahlhochbau und war an vielen Großbauprojekten im In- und Ausland beteiligt. In den Folgejahren wirkte Lavis bei großen Kraftwerksbauten in Deutschland und beim Bau der Versuchsstrecke des Transrapid mit.
Im Jahr 1990 wurde das Unternehmen an die Philipp Holzmann AG verkauft und 1996 die Produktion nach Aschaffenburg verlegt. Im Zuge der Insolvenz des Bauunternehmens Holzmann wurde dort der Betrieb stillgelegt. Stahlbau Lavis ist inzwischen im Züblin-Konzern aufgegangen und der Unternehmensname (Firma) wird nicht mehr verwendet. Das ehemalige Unternehmensgelände in Offenbach-Lauterborn wurde zu einer Gewerbefläche für den Einzelhandel – sogenannter Ring-Center – umgewandelt und ist Teil des Projektes Route der Industriekultur Rhein-Main.